# Colutea uniflora
Colutea uniflora är en ärtväxtart som beskrevs av Günther von Mannagetta und Lërchenau Beck. Colutea uniflora ingår i släktet blåsärter, och familjen ärtväxter. Inga underarter finns listade i Catalogue of Life.